# Canal 7 (San Luis Potosí)
Canal 7 fue un canal de televisión abierta mexicano propiedad de Comunicación 2000 SA de CV. Fue lanzado al aire el 12 de agosto de 1994 y finalizó sus transmisiones el 11 de enero de 2023

## Historia
1991. Comunicación 2000 S.A. de C.V. es fundada el 10 de abril de 1991.
1994. Inicia transmisiones el 12 de agosto de 1994 con las siglas XHSLV-TV Canal 7, iniciando con el Noticiero Matutino INFORMACION 2000, conducido por Alejandro Rubín de Celis y Rosario Gómez Flores, videos musicales, programas de variedad y programas culturales.
1998. Inicia afiliación con Televisa y transmite por las tardes la señal de XEQ
2014. A partir de marzo de 2014 inicia transmisiones en HD a través del canal 7.1 HD donde retransmite la señal de XEQ Canal 9 de Televisa por las tardes.
2015. Inicia transmisiones de prueba a través del canal 7.2 con programación propia en horario completo. 
Su programación se empieza a distribuir a través de los sistemas locales de cable en San Luis Potosí, esto debido a la reforma en telecomunicaciones. 
En diciembre de este mismo año, termina sus transmisiones en señal análoga (Canal 7) y queda únicamente su señal digital (Canal 7.1 y 7.2)
2016. A finales de 2016, su señal se traslada a los canales virtuales 10.1 y 10.2 debido a un reordenamiento de las cadenas nacionales de televisión abierta. El canal 7.1 sería ocupado por la señal local de Azteca 7.
2017, Comunicación 2000 obtiene un canal en la ciudad de Matehuala (XHCOSL-TDT) y transmite a través del Canal 10.1 la misma señal de Canal 7 de San Luis Potosí.
2023. Lamentablemente, y debido a la solicitud tardía de prórroga en la concesión de la estación ante el Instituto Federal de Telecomunicaciones, el 11 de enero se emite la resolución de Negativa de prorroga, esto debido a que fue presentada la solicitud el 28 de febrero de 2019, cuando la fecha límite comprendía entre el 1 de julio de 2017 y el 1 de julio de 2018, tal como lo contempla el Artículo 114 de la Ley Federal de Telecomunicaciones y Radiodifusión: Para el otorgamiento de las prórrogas de concesiones de bandas de frecuencias o de recursos orbitales, será necesario que el concesionario la solicite al Instituto dentro del año  previo al inicio de la última quinta parte del plazo de vigencia de la concesión.
24 horas después de la resolución, fue apagada totalmente la estación, finalizando así sus transmisiones después de casi 29 años.

## Filial de Televisa
Como muchos canales locales del país, mediante un acuerdo de retransmisión en 1998, Televisa inicia transmisiones en la barra vespertina de 15:00 a 23:59 horas con la programación de su señal XEQ-TV GALAVISION, la cual cambiaría de nombre con el tiempo a Canal 9 y Gala TV con retransmisión de telenovelas exitosas de Televisa y Telemundo, repeticiones de programas de comedia tal como "La Hora Pico", Deportes como futbol mexicano, la serie mundial de beisbol, funciones de box y lucha libre, además de películas mexicanas de catálogo los fines de semana.
En marzo de 2018, deja la afiliación a Televisa y tras 20 años de acuerdo, es retirada la señal de XEQ Canal 9 de sus transmisiones y XHSLV-TDT llena el total de su pantalla con programación local propia. Entonces XEQ se traslada al canal 5.2 local y posteriormente al intentar unificar a nivel nacional con una misma identidad lo renombran como canal NU9VE y ahora se muda al 8.1 local por ya existir un Canal 9 en la entidad, el cual es operado por el Gobierno del Estado.

## Programación
- Noticieros Canal 7
- Atención Ciudadana
- Concepto
- Sólo Grupero
- El Paparazzo
- Factor X
- Sólo Oldies
- La Receta Secreta
- Ponle play c7
- Noticiero Vespertino Primera Emisión
- Noticiero Nocturno Estelar
- TV Hogar
- Zona de Juego
- Los más buscados
- Misterio 7
- Dimensiones Ocultas
- Gadgets

Sus programas más emblemáticos han sido, entre otros: 
- Noticieros Canal Siete, espacios que se han caracterizado por ser espacios críticos en los temas locales.
- Sólo Grupero, que por iniciativa del Perico inició transmisiones en 1998, convirtiéndose en el primer programa especializado en música regional mexicana, incluso antes que los canales especializados de TV de paga como Bandamax o Ritmosón.
- Misterio 7, primer programa de investigaciones de sucesos paranormales a nivel nacional que duró de 1999 al 2012 y reinició transmisiones en 2013 con el nombre de Dimensiones Ocultas.
- Dimensiones ocultas , programa de investigaciones de sucesos paranormales que duró de 1998 a 2013 y reinició transmisiones en 2016.

- Ponle play

Programa inicialmente con la transmisión de videos musicales más populares del momento, con una evolución amplia para la exposición de talentos locales , entrevistas internacionales, secciones de primer nivel , como trovadores de la calle (exponiendo el talento que día a día nos deleita en la capital) cobertura de festivales , y eventos importantes.